# Mario Jann
Mario Jann (* 6. Januar 1980 in Rosenheim) ist ein ehemaliger deutscher Eishockeyspieler (Stürmer), der über viele Jahre beim EHC München unter Vertrag stand und dort Rekordspieler ist.

## Karriere
Jann begann seine Karriere im Alter von 17 Jahren beim EHC Klostersee in der Saison 1997/98, wechselte allerdings nach einem Jahr zu den Erding Jets, für die er in der Zeit zwischen 1999 und 2001 spielte. Nach seiner Zeit in Erding wechselte Jann für die Saison 2002/03 zu den Starbulls Rosenheim, bevor er zur Saison 2003/04 zum EHC München ging, bei dem er bis zum Sommer 2010 mit der Rückennummer 9 aufgelaufen ist.
Im Sommer 2010 gab der EHC München bekannt, dass der Vertrag mit Mario Jann nicht verlängert wird. Mario Jann wechselte daraufhin in die Bayernliga zum ESC Dorfen.
Am 10. Januar 2011 wurde Mario Jann aufgrund der großen Verletztenliste des EHC München bis zum Saisonende reaktiviert.
In der internen Bestenliste des EHC München ist Jann mit 433 gespielten Spielen, 87 Toren und 104 Assists der Feldspieler mit den meisten Einsätzen (Stand Jan. 2018).
Zwischen 2012 und 2014 lief Jann beim TEV Miesbach in der Bayerischen Eishockey-Liga, anschließend ließ er seine Karriere beim EHC Bad Aibling ausklingen.

## Statistiken
(Legende zur Spielerstatistik: Sp oder GP = absolvierte Spiele; T oder G = erzielte Tore; V oder A = erzielte Assists; Pkt oder Pts = erzielte Scorerpunkte; SM oder PIM = erhaltene Strafminuten; +/− = Plus/Minus-Bilanz; PP = erzielte Überzahltore; SH = erzielte Unterzahltore; GW = erzielte Siegtore; 1 Play-downs/Relegation; Kursiv: Statistik nicht vollständig)